# Jonction d'extrémités non homologues
Pour les articles homonymes, voir CDB.
 (janvier 2022).
Si vous disposez d'ouvrages ou d'articles de référence ou si vous connaissez des sites web de qualité traitant du thème abordé ici, merci de compléter l'article en donnant les références utiles à sa vérifiabilité et en les liant à la section « Notes et références ».

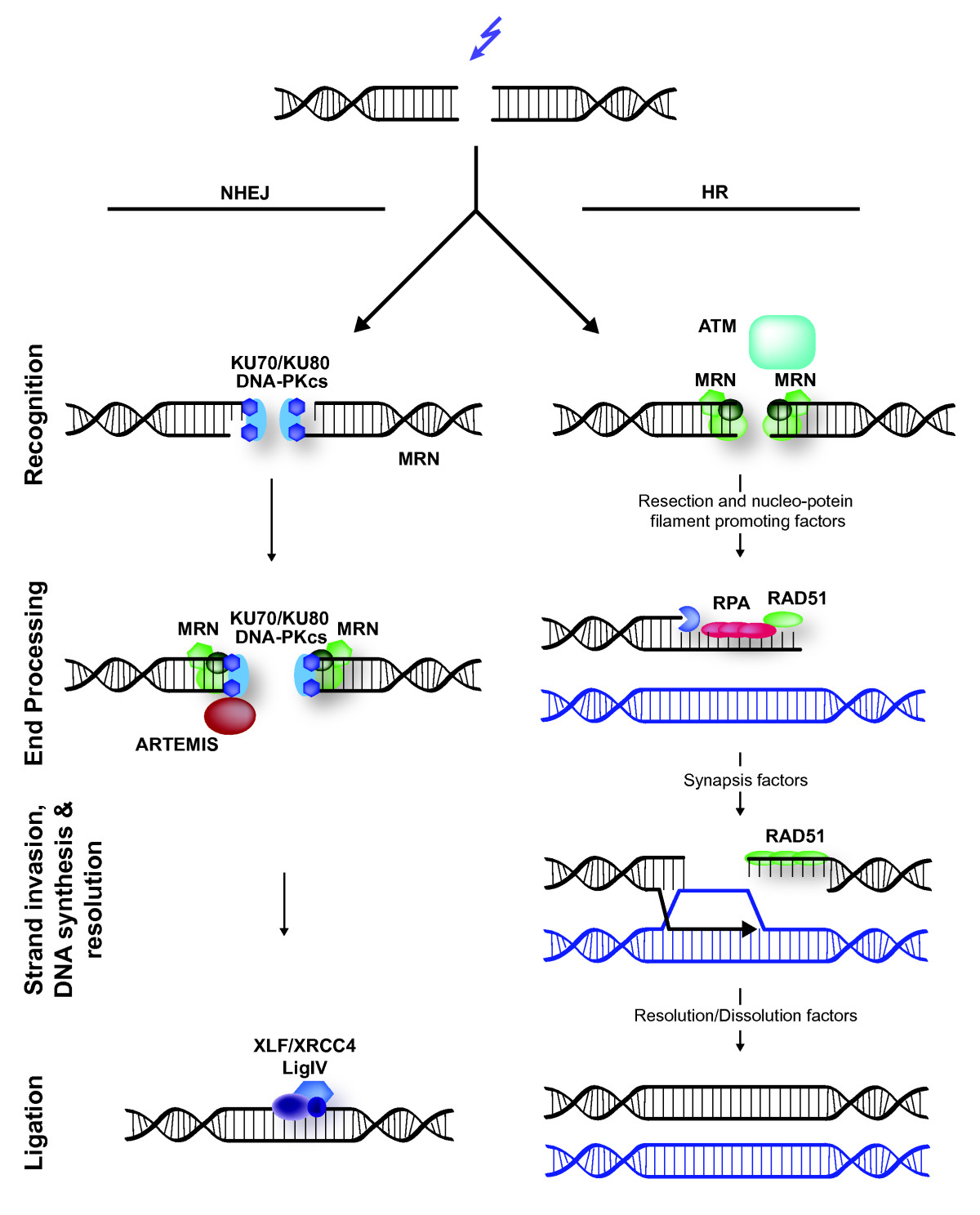
La jonction d'extrémités non homologues.

La jonction d'extrémités non homologues (en anglais Non-Homologous End-Joining ou NHEJ) est un mécanisme de réparation de l'ADN qui permet de réparer des lésions provoquant des cassures double brin (CDB). C'est un mécanisme non-conservatif (contrairement par exemple à la réparation par recombinaison) c'est-à-dire qu'il ne restaure pas la séquence initiale de l'ADN; mais seulement la continuité de l'ADN endommagé par une cassure double brin. Cette réparation conduira ainsi au changement de l'information génétique, en général une délétion, et donc possiblement à l'apparition d'une mutation pour le gène concerné si la cassure survient à l'intérieur d'un gène.

Cette réparation est possible grâce à l'intervention de la protéine Ku70/80 (dimère entre deux sous-unités : Ku70 et Ku80) qui va interagir avec les deux extrémités d'ADN résultant de la cassure. Cette protéine va ensuite agir par essais et erreurs pour tenter d'établir une interaction transitoire entre les deux extrémités d'ADN. Pour cela, Ku possède plusieurs activités :
- activité nucléase : élimination des nucléotides endommagés par la cassure et incompatibles avec la ligature des extrémités. En particulier Ku permet de produire des extrémités 5'-phosphate et 3'-OH compatibles avec la suture des brins par l'ADN ligase.
- Recrutement d'autres protéines impliquées dans la réparation : Une protéine-kinase ADN dépendante (DNA-PK), une ADN ligase spécifique, une terminal-transférase.

À chaque fois, la protéine Ku70/80 vérifie si l'hybridation est possible et si oui, c'est-à-dire s'il y a homologie de 2 à 4 bases, la jonction est stabilisée et la cassure a été transformée en deux lésions simple brin. Il y a alors comblement des éventuels régions simple brin restantes par une ADN polymérase qui prend comme matrice le brin d'ADN qui vient d'être réparé par la protéine Ku. Ku recrute également une ADN ligase spécifique (ADN ligase IV chez les eucaryotes, ADN ligase D chez les bactéries) qui suture les brins en reformant les liaisons phosphodiester clivées. Lorsque les extrémités de la cassure du brin ne sont pas nettes, la protéine Artemis va agir en supprimant quelques bases. Son activité endonucléase est aidée par la transférase terminale TdT et va rendre possible la suture des brins par l'ADN ligase. C'est lors de ce processus dit "processus de fin" que certaines bases peuvent être détruites et ainsi mener à des mutations.
La continuité initiale du chromosome a ainsi été réparée mais sa séquence nucléotidique est changée par cette réparation biochimique : il y a donc introduction d'une mutation consécutive à la réparation.
Le mécanisme de réparation par jonction d'extrémités non-homologues est impliqués dans la formation de la diversité du répertoire d'anticorps, au travers d'un mécanisme appelé recombinaison V(D)J. Les souris déficientes dans la jonction d'extrémités non-homologues ont ainsi un phénotype d'immunodéficience sévère.